# 高須村 (岐阜県)
高須村（たかすむら）は、かつて岐阜県海津郡に存在した村である。
現在の海津市海津町高須に該当する。
発足時は下石津郡の村であったが、郡制施行後、海津郡の村となっている。

## 歴史
- 1700年（元禄13年） - 松平義行（尾張藩第2代藩主・徳川光友の2男）が高須藩を立藩。このさい、高須陣屋の周囲の地域が高須町として、高須村から分立。
- 1872年（明治5年） - 高須町と高須村が合併し、高須町になる。
- 1878年（明治11年） - 石津郡は上石津郡と下石津郡に分割され、この地域は下石津郡となる。
- 1881年（明治14年） - 高須町から高須村が分立する。
- 1889年（明治22年）7月1日 - 町村制により、高須村発足。
- 1897年（明治30年）4月1日[2] - 郡制に基づき、下石津郡、海西郡と安八郡の一部が合併し、海津郡になる。
- 1897年（明治30年）4月1日 - 高須町、萱野村、札野村、内記村、馬目村、福岡村、日下丸村、西小島村、東小島村 と合併し、高須町発足。同日高須村は廃止。